# Eumacrodes semidecora
Eumacrodes semidecora är en fjärilsart som beskrevs av Walker 1863. Eumacrodes semidecora ingår i släktet Eumacrodes och familjen mätare. Inga underarter finns listade i Catalogue of Life.